# Breckinridge Peak
Breckinridge Peak är en bergstopp i Antarktis. Den ligger i Västantarktis. Nya Zeeland gör anspråk på området. Toppen på Breckinridge Peak är 458 meter över havet.
Terrängen runt Breckinridge Peak är platt norrut, men söderut är den kuperad. Trakten är obefolkad. Det finns inga samhällen i närheten. 